# 慈光寺 (広島市)
慈光寺（じこうじ）は、広島県広島市西区草津東にある日蓮宗の寺院。山号は普門山。通称、草津の妙見さん。旧本山は京都市左京区の満願寺、奠師法縁（奠統会）。

## 歴史
文安4年(1447年)に開創された禅宗寺院が起源。江戸時代の寛永年間（1624年－1645年）、金剛禅師が近隣に海蔵寺を開創し末寺とする。元禄14年（1701年）、普門院日周の弟子、良貞坊が海蔵寺より寺を譲り受け日蓮宗に改宗した。翌元禄15年（1702年）、公儀に許可を得ると堂宇を現在地に移転した。寛政元年（1789年）、火災で諸堂を焼失した。昭和20年（1945年）広島原爆で再び諸堂が大破した。爆心地からの距離は4930メートル。現在の本堂は平成20年（2008年）に再建されたもの。

## 境内
- 山門　広島市の被爆建造物に指定されている。
- 本堂　平成20年（2008年）再建。
- 鐘楼堂　平成29年（2017年）建設。

## 歴代
- 啓誠院日等（5世）
- 龍玉院日研（16世）
- 正道院日乗（17世）
- 妙道院日正（18世）
- 龍淵院日慈（19世、21世）
- 龍遠院日法（20世）

## 参考資料
- 日蓮宗寺院大鑑編集委員会『宗祖第七百遠忌記念出版 日蓮宗寺院大鑑』大本山池上本門寺 (1981年)